# Episodi di Holly & Benji Forever
Questa è la lista degli episodi dell'anime Holly & Benji Forever (Captain Tsubasa o Captain Tsubasa Road to 2002), composto da 52 episodi, tratto dal manga Captain Tsubasa (fino all'episodio 35) e Capitan Tsubasa Road to 2002 (dal 36 al 52) di Yōichi Takahashi. Questa serie televisiva, prodotta da Group TAC e Madhouse, è stata trasmessa in Giappone su Tv Tokyo dal 7 ottobre 2001 al 6 ottobre 2002.
L'anime Holly & Benji Forever veniva trasmesso in Italia ogni martedì e giovedì su Italia 1 dal 31 agosto 2004 al 1º marzo 2005. Nella prima messa in onda non fu trasmesso in chiaro l'episodio 37, che fu invece pubblicato su DVD, tuttavia questo episodio è poi andato in onda su Hiro il 23 agosto 2010. Qualche mese dopo con le repliche di Italia 1 l'episodio è stato trasmesso anche in chiaro.

## Lista episodi
| Nº                           | Titolo italiano Giapponese 「Kanji」 - Rōmaji | In onda           | In onda           |
| Nº                           | Titolo italiano Giapponese 「Kanji」 - Rōmaji | Giapponese        | Italiano          |
| Road to dream (19 episodi)   | |                   |                   |
| 1                            | La strada verso un sogno 「ロードトゥドリーム」 - rodotōdorimu | 7 ottobre 2001    | 31 agosto 2004    |
| 1                            | Holly gioca in Brasile, nel Brancos. Con la mente ripercorre le tappe che lo hanno portato a diventare un giocatore professionista, a partire dalla prima partita con Bruce e i ragazzi della Niuppi contro la Saint Francis del forte portiere Benji Price. La posta in palio è l'utilizzo del campo di allenamento se la Niuppi riuscirà a segnare un gol. La Saint Francis è molto più forte e segna diversi gol, ma Holly riesce a fare gol su assist di Bruce allo scadere. Per la Niuppi vale come una vittoria, e le due squadre si riaffronteranno nel torneo tra le scuole della città. |                   |                   |
| 2                            | L'incontro con Roberto 「ロベルトとの出会い」 - roberuto tono deai | 14 ottobre 2001   | 2 settembre 2004  |
| 2                            | Roberto Sedinho è un giocatore costretto al ritiro a causa del rischio di distacco della retina. Dopo che aveva perso la madre da piccolo, il pallone che lei gli aveva regalato era diventato un ricordo prezioso, il suo migliore amico e la spinta a credere nel sogno di diventare professionista. In seguito a una nuova diagnosi negativa anche in Giappone, Roberto è ospite della famiglia di Holly. Impressionato dal talento del ragazzo, Roberto decide di rimanere e trova nella capacità di trasmettere la propria idea di calcio una nuova ragione di vita. |                   |                   |
| 3                            | Tom Becker è tornato 「帰ってきた岬太郎」 - kaette kita misaki tarō | 21 ottobre 2001   | 7 settembre 2004  |
| 3                            | Si gioca la finale tra Niuppi e Saint Francis. L'intesa tra Holly e Bruce cresce, ma il primo tempo finisce senza reti. Nel secondo, Benji prende l'iniziativa e sigla il vantaggio con un potente tiro da fuori area. Bruce è costretto a uscire per un brutto colpo alla caviglia subito da Ted. Il suo sostituto però non è altrettanto bravo nel capire le intenzioni di Holly, e la squadra è in difficoltà. Tom Becker e il padre, pittore, si spostano continuamente in giro per il Giappone. Tom torna in città proprio il giorno della partita, ed è pronto a entrare in campo per fare coppia in attacco con Holly. Tra i due c'è un'intesa perfetta fatta di passaggi precisi e movimenti coordinati. Un ripetuto scambio davanti alla porta di Benji mette fuori causa il portiere e Holly segna il gol del pareggio. Benji riconosce la bravura di Holly ed è contento di aver trovato un degno avversario con cui misurarsi da lì in avanti. |                   |                   |
| 4                            | La rabbia di Mark 「炎の小次郎」 - honoo no kojirō | 28 ottobre 2001   | 9 settembre 2004  |
| 4                            | Per partecipare ai tornei regionale e nazionale, viene creata la New Team, una squadra con i migliori calciatori della città. Entrano a farne parte Holly, Bruce, Tom, Benji, Paul, Johnny e Ted. Durante un allenamento irrompe Mark Lenders, attaccante della Muppet, che sfida Benji con un violento tiro in porta. Benji tenta di bloccare, ma il pallone gli sfugge e rimbalza sulla traversa. La sfida è rimandata al campionato nazionale. Alla Muppet si delinea una filosofia di gioco aggressiva e votata all'attacco, la cui anima è Mark e che ha nel giovane Danny Mellow un valido supporto. La mente della squadra è l'allenatore Jeff Turner, che ha imparato l'importanza della forza fisica e dell'aggressività nel calcio dopo una brutta sconfitta contro la nazionale inglese nel suo passato da calciatore. |                   |                   |
| 5                            | Orgoglio e tenacia 「誕生！キャプテン翼」 - tanjō! kyaputen tsubasa | 4 novembre 2001   | 14 settembre 2004 |
| 5                            | Holly continua a rievocare gli episodi che lo hanno fatto maturare come calciatore. Durante il torneo regionale (prefettura di Shizuoka), Holly, Tom e i compagni provenienti dalla Saint Francis imparano a mettere da parte orgoglio ed egoismi e a giocare come una squadra unita, fidandosi gli uni degli altri. Insieme superano anche momenti difficili, come l'infortunio di Benji, e sconfiggono in rimonta la Shimada, squadra molto chiusa ma abile a giocare di rimessa. |                   |                   |
| 6                            | Girone d'apertura 「開幕！全日本少年サッカー大会」 - kaimaku! zennihon shōnen sakka taikai | 11 novembre 2001  | 16 settembre 2004 |
| 6                            | Inizia il campionato nazionale. La New Team è nello stesso girone della Muppet e le due squadre si affrontano già all'inizio. Mark si rende conto che Benji non è l'unico giocatore di talento quando Holly lo supera con un pallonetto e segna il primo gol. A quel punto colpisce violentemente al volto Alan, portiere della New Team, per intimidirlo. Segna due gol, ma nel secondo tempo Holly prima restituisce fiducia ad Alan, poi supera di nuovo Mark e marca il pareggio. Nel finale di partita Holly sembra riuscire a neutralizzare l'ultimo tentativo di Mark, ma Danny approfitta di un pallone vagante e segna il gol del definitivo 3-2. Mark riceve una proposta per giocare alla Toho, ma dovrà vincere il campionato. |                   |                   |
| 7                            | Un cuore di vetro 「ガラスのエース」 - garasu no esu | 18 novembre 2001  | 21 settembre 2004 |
| 7                            | In semifinale si affrontano la New Team e la Mambo di Julian Ross, giocatore di tecnica sopraffina ma affetto da un disturbo al cuore che ne limita la capacità di giocare a lungo su ritmi alti. La Mambo domina il primo tempo e si porta in vantaggio, ma Holly pareggia in rovesciata. Nell'intervallo Holly apprende del problema di Julian e ne rimane scosso. |                   |                   |
| 8                            | Un esempio di coraggio 「立ちあがれ！三杉淳」 - tachi agare! san sugi atsushi | 25 novembre 2001  | 23 settembre 2004 |
| 8                            | Pur volendo continuare a giocare per rispetto dell'avversario, Holly è psicologicamente prostrato. Julian è determinato a vincere senza preoccuparsi troppo delle sue condizioni, e Holly non vuole impegnarlo eccessivamente fino a fargli rischiare la vita. Smettere di giocare però deluderebbe Benji, i suoi compagni, i suoi tifosi, e Julian stesso. Holly si scuote e riporta la New Team in parità con un tiro in scivolata sull'erba bagnata. Le emozioni non sono finite. Nonostante il campo pesante e un affaticamento crescente, Julian riporta di nuovo avanti la Mambo. La New Team non si arrende. Holly prima si libera dagli avversari che lo circondano con una rovesciata da fermo e manda in gol Tom con un colpo di testa in tuffo; poi segna in extremis con un tiro da lontano. Vince la New Team 4-3. Pur avendo perso, Julian è contento perché ha giocato, e bene, tutta la partita, e forse potrà continuare a giocare in futuro. |                   |                   |
| 9                            | Due traguardi ambiziosi 「激突！翼VS日向」 - gekitotsu! tsubasa vs hyūga | 2 dicembre 2001   | 28 settembre 2004 |
| 9                            | Benji rientra per la New Team, mentre nella Muppet gioca in porta Ed Warner, che è uscito di nascosto da una convalescenza e gioca contro la volontà del padre. Inizia la finale. Mark si intestardisce a voler segnare a Benji da fuori area, cosa mai riuscita a nessuno prima. Nell'intervallo Danny gli ricorda che la bravura di un calciatore sta nella capacità di giocare con i compagni e guidare la squadra. Anche nel secondo tempo le reti rimangono a lungo inviolate, per merito dei portieri, fino a quando Mark inganna Tom con una finta e scaglia in porta un tiro che piega la mano a Benji. A pochi secondi dalla fine però è proprio Benji a interrompere una ripartenza della Muppet. Il suo tiro viene deviato da Tom verso Holly che in acrobazia pareggia. La partita si deciderà ai tempi supplementari. |                   |                   |
| 10                           | L'ultima partita infuocata 「灼熱の決勝戦！」 - shakunetsu no kesshōsen! | 9 dicembre 2001   | 30 settembre 2004 |
| 10                           | Holly e Mark impegnano i rispettivi portieri avversari senza riuscire a segnare. Il dolore alla caviglia di Benji si riacutizza dopo che il portiere della New Team vola all'incrocio e ricade sulla gamba già infortunata. Le squadre sono molto stanche, complice anche il caldo. Nel secondo tempo supplementare la New Team si chiude in difesa, mentre Holly e Tom restano in avanti senza partecipare al gioco e stancarsi inutilmente. Benji e Bruce respingono i numerosi attacchi della Muppet. Negli ultimi minuti è la New Team a portare l'attacco decisivo. Ed e Mark respingono due tentativi, ma alla fine Holly segna in rovesciata: la New Team vince 2-1 ed è campione! |                   |                   |
| 11                           | Arrivederci, Roberto 「サヨナラ ロベルト」 - sayonara roberuto | 16 dicembre 2001  | 5 ottobre 2004    |
| 11                           | Tom è in partenza per la Francia con il padre. I ragazzi della New Team gli regalano un pallone con tutte le loro firme come ricordo di un periodo indimenticabile. Benji alla fine dell'anno seguirà il suo allenatore e andrà a giocare in Germania. Queste partenze rattristano Holly, che ancora non ha deciso se accettare l'offerta della Toho, una delle migliori scuole di calcio giovanile del Giappone, offerta che invece Mark ha già accettato. Anche Roberto ha già deciso di partire. La sua prospettiva di vita è cambiata in Giappone: da una parte ha preso atto che la sua carriera di calciatore è finita, ma dall'altra ha trovato una speranza per il futuro stando vicino a Holly e vedendo il suo entusiasmo per il calcio. Roberto insegna a Holly un nuovo tiro, il pallonetto effettato, un tiro alto e forte che scende all'improvviso in prossimità della porta. Poi parte senza dire niente a Holly per timore di cambiare idea. Il ragazzo non capisce ed è disperato, ma tenta di comprendere le sue ragioni anche grazie alle lettere e agli appunti che lui gli ha lasciato. Tempo dopo Holly scrive a Roberto che ha deciso di rimanere alla New Team per continuare a giocare con i suoi amici. Roberto è convinto che Holly diventerà un grande calciatore e un giorno potrebbe giocare con uno dei ragazzi che adesso sta allenando. |                   |                   |
| 12                           | Calcio d'inizio 「明日へのキックオフ」 - ashita heno kikkuofu | 23 dicembre 2001  | 7 ottobre 2004    |
| 12                           | Roberto e i suoi insegnamenti, Bruce e Tom e il piacere di giocare insieme, Benji e il suo carisma, Mark e la sua indomabile tenacia, Julian e la sua passione: Holly ha imparato qualcosa da tutti loro e anche grazie a loro è diventato il giocatore che è oggi. Ma prima di tutto viene il suo talento, perché fare gol è nella sua natura. Holly è pronto a lasciare il Brasile per giocare con nuovi compagni, imparare ancora e raggiungere nuovi traguardi. |                   |                   |
| 13                           | Il ritorno della tigre 「嵐のタイガーショット」 - arashi no taigashotto | 30 dicembre 2001  | 12 ottobre 2004   |
| 13                           | Al terzo anno di liceo, i ragazzi della New Team si preparano al campionato nazionale, che hanno già vinto contro la Toho nei due anni precedenti. Mark, che con Ed e Danny gioca nella Toho, ha dovuto ammorbidire il suo atteggiamento in campo. Forse è questo il motivo che non gli ha consentito di vincere in passato? Mark ascolta le critiche del suo vecchio allenatore, Jeff Turner, e si unisce alla sua scuola calcio, dove si allenano potenza e resistenza fisica piuttosto che gli schemi come alla Toho. Mark sviluppa un tiro tanto potente da sfondare un'onda dell'oceano: il ragazzo è pronto per rientrare in squadra, ma l'allenatore della Toho non è dello stesso avviso e lo lascia fuori dalla rosa dei titolari. Nel frattempo, la New Team supera la Otomo di Patrick Everett e si qualifica anch'essa al torneo. |                   |                   |
| 14                           | Forza contro intelligenza 「次藤からの挑戦状」 - tsugi fuji karano chōsenjō | 6 gennaio 2002    | 14 ottobre 2004   |
| 14                           | Mentre la Toho vince facilmente anche senza Mark, la New Team incontra la Hirado dell'imponente mediano Clifford Yuma e della rapida punta Sandy Winter. I muscoli di Clifford gli permettono di prevalere sul piano fisico, mentre la forza di Holly è mentale, sta nella sua capacità di far giocare la squadra e interpretare le fasi della partita. Una spallata di Clifford costringe Holly a ricorrere alle cure del medico. Sotto 2-0, Holly si riprende, supera gli avversari e segna due gol: ha ormai messo a punto il tiro ad effetto. Johnny segna il gol del 3-2 finale su assist di Ted. |                   |                   |
| 15                           | Il campione sotto la neve 「雪国の熱き10番」 - yukiguni no atsuki 10 ban | 13 gennaio 2002   | 19 ottobre 2004   |
| 15                           | In semifinale si affrontano New Team e Flynet. Sulla carta la Flynet ha un tasso tecnico inferiore, ma è una squadra molto unita, i giocatori difendono e attaccano tutti insieme, e nonostante ciò richieda un gran dispendio fisico, sono preparati grazie ai duri allenamenti nei lunghi inverni dell'Hokkaido. I due numeri 10 Philip Callaghan e Oliver Hutton segnano ciascuno per la propria squadra. Nel secondo tempo Holly segna in rovesciata e Philip lo aiuta evitandogli una rovinosa caduta sulla spalla già infortunata. I giocatori della Flynet soffrono i ritmi alti e il caldo, a cui non sono abituati, ma Philip non si arrende e riacciuffa il pareggio. Nel finale Holly disattende i consigli del medico e si impegna in un altro forte tiro dalla distanza, carico di un effetto imprevedibile. È il gol del definitivo 3-2. Al termine della partita, Philip capisce che il sentimento che prova verso Jenny, collaboratrice della squadra, è ricambiato. La ragazza è in partenza per la Francia, e Philip corre a salutarla, con la speranza di poterla rivedere al seguito della nazionale giovanile, che proprio in Francia disputerà il mondiale. |                   |                   |
| 16                           | Contro il parere del medico 「無念のドクターストップ」 - munen no dokutasutoppu | 20 gennaio 2002   | 21 ottobre 2004   |
| 16                           | Dopo la partita la spalla di Holly è in brutte condizioni e il medico della New Team gli raccomanda di non giocare la finale. Benji, venuto in Giappone con la squadra tedesca con cui gioca, la Grunwald, propone a Holly un consulto con il suo medico, a patto che segua alla lettera le indicazioni che questi gli darà. Benji racconta il difficile ambientamento nel calcio tedesco e consiglia a Holly di fare un'esperienza all'estero, così potrà confrontarsi con altri giocatori di livello internazionale. Il dottore può aiutare Holly a giocare nella finale, ma solo per un tempo: la spalla non può sopportare sforzi ulteriori e potrebbe non guarire. |                   |                   |
| 17                           | Provocazioni 「決戦！南葛VS東邦」 - kessen! nankatsu vs tōhō | 27 gennaio 2002   | 26 ottobre 2004   |
| 17                           | Mark chiede in ginocchio di giocare la finale al suo allenatore, ma questi sembra irremovibile. Quando anche i compagni lo supplicano in ginocchio, l'allenatore dà una possibilità a Mark, dovrà superare Danny, l'attaccante di talento Eddie Bright e Ed. Mark fulmina tutti con un tiro imparabile e guadagna il posto in campo. In finale, Holly parte dalla panchina. La New Team vuole contenere gli avversari nel primo tempo e attaccare nel secondo con il loro numero 10. Ma la realtà è ben diversa. Il primo tiro di Mark Lenders è talmente forte da squarciare il pallone stampatosi sul palo. Poi il cannoniere della Toho segna tre gol, spedendo in porta chiunque si metta sulla traiettoria di tiro. È una sfida diretta a Holly, il quale scalpita per entrare. |                   |                   |
| 18                           | Il pallonetto della vendetta 「執念のドライブシュート」 - shūnen no doraibushuto | 3 febbraio 2002   | 28 ottobre 2004   |
| 18                           | Anche il primo tiro di Holly si stampa sul palo e si squarcia. Mark però replica segnando il 4-0 da posizione angolata. Alla prima occasione buona, Holly segna con un forte tiro a effetto che spinge in porta Ed, il quale tuttavia aveva intuito la traiettoria. Dopo uno scontro aereo, Ed e Holly ricadono male: entrambi soffrono alla spalla e non sono al meglio. Holly segna un secondo gol mettendosi davanti a Mark e ribattendo il suo tiro, che sfonda la rete avversaria. La New Team si rende conto che Ed preferisce respingere il pallone non sentendosi sicuro nel bloccarlo e prende fiducia. Bruce tenta una sortita in attacco, e nonostante Mark gli si pari davanti, non si arrende e rovescia all'indietro, dove Holly si coordina a sua volta in una rovesciata vincente. La New Team ci crede. Mark riesce a togliere il pallone a Holly al momento del tiro, ma questi viene nuovamente servito dai compagni: l'effetto impresso fa improvvisamente cambiare direzione al pallone una volta che questo tocca terra e mette fuori causa l'incolpevole portiere della Toho. I tempi regolamentari si chiudono sul 4-4 e Holly sviene in campo. |                   |                   |
| 19                           | Bentornato Holly 「よみがえれ！翼」 - yomigaere! tsubasa | 10 febbraio 2002  | 2 novembre 2004   |
| 19                           | New Team e Toho giocano i tempi supplementari. Mark non ha intenzione di impegnarsi fintanto che Holly è ricoverato in infermeria. Holly si riprende e nonostante un altro colpo possa metterne a rischio la carriera, è deciso a tornare in campo, specialmente quando capisce di non essere stato ancora sostituito. Holly subisce diversi colpi, e teme di essere un peso, tuttavia giocando in difesa riesce ancora ad essere utile, respingendo in vario modo i tiri della tigre di Mark e dando morale ai compagni. A pochi secondi dalla fine il numero 10 della Toho prova una rovesciata, ma Holly sfiora di testa quel tanto che basta per mandare il pallone sulla traversa. Holly si lancia sul pallone ancora in gioco per un estremo tentativo, ma stavolta è Mark a intervenire in scivolata. Il pallone schizza in aria e l'arbitro fischia la fine di una partita combattutissima: termina 4-4, New Team e Toho sono entrambe campioni. |                   |                   |
| Road to sky (12 episodi)     | |                   |                   |
| 20                           | Comincia l'avventura 「始動！日本Jr.ユース」 - shidō! nippon jr. yusu | 17 febbraio 2002  | 4 novembre 2004   |
| 20                           | In vista del campionato mondiale under 15, vengono scelti i migliori giocatori visti nel torneo appena conclusosi. Julian fa parte dello staff in qualità di vice allenatore, anche se spera di poter giocare almeno qualche amichevole. Holly invece deve rimettersi dall'infortunio alla spalla e non viene convocato per il ritiro in Germania. Recatosi in aeroporto per salutare i compagni, la squadra gli regala la maglia della nazionale numero 10, che nessuno merita più di Holly. L'allenatore Frank Marshall dà a Holly un biglietto per la Francia, dove spera di averlo a disposizione per il torneo, e gli preannuncia che probabilmente anche Tom Becker farà parte della squadra. |                   |                   |
| 21                           | Un prezioso aiuto 「屈辱の遠征試合」 - kutsujoku no ensei shiai | 24 febbraio 2002  | 9 novembre 2004   |
| 21                           | La prima amichevole si gioca con i pari età della Grunwald, una delle squadre più forti della Germania, dove giocano Benji e il fortissimo attaccante Karl-Heinz Schneider, il Kaiser. Benji si dimostra insuperabile e la squadra tedesca domina la partita segnando 5 gol. Holly, che nel frattempo è guarito, raggiunge i compagni, ma non è stato convocato e deve assistere dalla panchina. Mark riesce a segnare a Benji, ma non da fuori area come sua intenzione da sempre, e Benji ne approfitta per pungere ulteriormente Mark e la squadra giapponese. In realtà, l'atteggiamento critico e sprezzante tenuto da Benji per tutta la partita è stato concordato con l'allenatore Marshall, che di Benji è stato allenatore in passato, e che spera così di stimolare l'orgoglio e spingere i ragazzi a migliorare il proprio gioco. Peraltro Benji stesso spera di potersi unire al gruppo e giocare il Mondiale con il Giappone. Mark capisce di dover migliorare ancora molto, e si allena con un pallone speciale regalatogli da Jeff Turner prima di partire. |                   |                   |
| 22                           | Glorioso numero dieci 「栄光の背番号10」 - eikō no sebangō 10 | 3 marzo 2002      | 11 novembre 2004  |
| 22                           | Dopo la brutta figura contro il Grunwald, la nazionale italiana si rifiuta di giocare con il Giappone ritenendolo un avversario poco probante. La cosa indispettisce tutti, ma soprattutto Holly, che finora non ha giocato e che vuole ridare dignità ai suoi compagni. Holly prende il pallone e punta la porta avversaria. I difensori italiani accettano la sfida ma vengono saltati uno dopo l'altro, e Holly segna con un pallonetto effettato a Gino Buffetti, grande promessa del calcio europeo nel ruolo di portiere. Holly dimostra di aver pienamente recuperato dall'infortunio. Nella successiva amichevole contro il Rotberg, Holly trascina i compagni a una vittoria convincente. |                   |                   |
| 23                           | Il tandem d'oro si riunisce 「ゴールデンコンビ復活」 - gorudenkonbi fukkatsu | 10 marzo 2002     | 16 novembre 2004  |
| 23                           | Parson, della Federcalcio giapponese, vorrebbe reclutare Tom, che però esita, soprattutto perché da quando si trova in Francia non ha mai giocato in una vera squadra, e teme di non sapersi inserire negli schemi della nazionale. Basta però qualche scambio con Holly per far vedere che il suo tocco di palla e la sua visione di gioco sono ancora molto buoni. Inizia il mondiale di Francia! Partecipano tra le altre l'Italia, l'Argentina, la Francia, la Germania e naturalmente il Giappone. La prima partita vede il Giappone affrontare l'Italia. Holly viene marcato stretto e subisce diversi falli. Su una punizione dal limite dell'area, Philip impegna Gino, che poi sfida Holly passandogli il pallone. Il portiere dell'Italia riesce a neutralizzare anche il tiro di Holly, e successivamente quello di Patrick. Nel secondo tempo, Gino compie un'uscita tempestiva su Mark e Holly e rilancia un contropiede che porta l'Italia in vantaggio l'Italia. Tom entra al posto di James Derrick per dare più qualità alle azioni d'attacco del Giappone. |                   |                   |
| 24                           | Italia, che difesa! 「イタリアの守護神」 - itaria no shugoshin | 17 marzo 2002     | 18 novembre 2004  |
| 24                           | Un ripetuto scambio tra Holly e Tom nell'area dell'Italia frutta il pareggio. Le marcature asfissianti dell'Italia limitano le soluzioni in attacco del Giappone, che pur giocando di prima e in velocità, non riesce a violare la porta di Gino. Il portiere però si fa male alla mano destra respingendo un tiro di Holly, e la potente ribattuta di Mark gliela piega, infortunandolo. Finisce 2-1 per il Giappone e Gino riconosce il valore degli avversari e si scusa per aver rifiutato di giocare in amichevole con loro. Nella successiva partita con l'Argentina, Gino non può giocare e i sudamericani guidati da Juan Diaz battono agevolmente l'Italia 5-0. Guardando le altre squadre, Mark e Holly si rendono conto di quanti giocatori forti esistano nel mondo e non vedono l'ora di misurarsi con loro. Anche Roberto dal Brasile segue con interesse l'andamento del mondiale e i progressi di Holly. |                   |                   |
| 25                           | Geniale Diaz 「天才ファン・ディアス」 - tensai fan. deiasu | 24 marzo 2002     | 23 novembre 2004  |
| 25                           | Juan Diaz e Pascal Herrera, i due attaccanti dell'Argentina, hanno un'intesa perfetta, anche perché i due sono cresciuti giocando insieme. Diaz segna 3 gol al Giappone, di cui uno con un tiro a effetto alla maniera di Holly. Holly però non raccoglie quella che sembra una sfida diretta e preferisce giocare con i compagni: prima serve un assist vincente a Mark, poi passa ai gemelli Derrick, che catapultati in aria da Clifford si coordinano per un tiro imparabile. Diaz sembra ossessionato da Holly, che sente di dover battere per essere considerato il vero campione, e così si intestardisce in azioni personali. Prima però si lascia togliere il pallone proprio da Holly quando poteva servire un compagno libero, poi perde uno scontro anche con il coriaceo Philip. Mark segna di testa il 3-3. Il Giappone vuole vincere e manda in campo Julian, che dà mostra del suo talento iniziando e chiudendo un'azione vincente in rovesciata. Con il gioco di squadra il Giappone valorizza i talenti individuali, mentre l'Argentina deve mettere da parte gli egoismi. I sudamericani ci provano, ma non c'è più tempo e il Giappone si aggiudica la partita e il passaggio del turno. |                   |                   |
| 26                           | Un capitano elegante 「華麗なる司令塔」 - karei naru shirei tō | 31 marzo 2002     | 25 novembre 2004  |
| 26                           | Si gioca la semifinale tra i padroni di casa della Francia e il Giappone. Gli elementi di forza della Francia sono l'elegante fantasista Pierre Le Blanc, detto El Cid, di origini aristocratiche e aitante, e l'attaccante Napoleon Ferrer, di carattere sanguigno, superbo e geloso della popolarità del compagno. Holly porta in vantaggio il Giappone con un tiro ad effetto. La Francia pareggia con Pierre, capace di un tiro a scendere altrettanto efficace. Intanto si accende lo scontro tra Napoleon e Richard Flanaghan, il suo marcatore diretto, che non teme di giocare duro: entrambi vengono ammoniti. Richard riceve un'altra ammonizione quando colpisce Napoleon con il gomito alto in area. Holly sostiene la non volontarietà del fallo e contesta l'operato dell'arbitro, così viene ammonito a sua volta. |                   |                   |
| 27                           | Dura ammonizione 「痛恨のイエローカード」 - tsūkon no ierokado | 7 aprile 2002     | 30 novembre 2004  |
| 27                           | Napoleon batte il rigore e spiazza Ed. Il Giappone è in 10 e sotto di un gol. Un gol di Mark è annullato per fuorigioco e sul successivo rovesciamento di fronte, Pierre segna il terzo gol. Anche un gol di Holly in rovesciata viene annullato, stavolta per gioco pericoloso, infine un pallone rimbalzato sulla traversa non viene giudicato oltre la linea di porta francese. Nonostante un arbitraggio poco favorevole, Holly chiede ai compagni di scaricare la rabbia sul pallone giocando con maggiore intensità ma in modo regolare. Un lancio di Holly viene lasciato sfilare da Mark in fuorigioco e raggiunge Philip che, partito in posizione regolare, accorcia le distanze. Napoleon segna ancora ma il suo gol viene annullato perché l'attaccante ha colpito Paul Diamond, il quale deve lasciare il campo. Lo sostituisce Julian, che grazie alla sua intelligenza tattica guida la difesa e attua il fuorigioco su Napoleon. Holly riesce a dribblare Pierre, fin lì insuperabile, e pareggia. La Francia si riporta comunque in vantaggio con un'azione tutta di prima del tandem Pierre-Napoleon. A questo punto la Francia vuole conservare il risultato e chiude tutti gli spazi. Ma Tom prima riesce finalmente a superare Pierre, poi vince il contrasto di Napoleon, anche grazie all'aiuto di Holly, e segna il 4-4.                          |                   |                   |
| 28                           | All'ultimo rigore 「誇り高きPK戦」 - hokori takaki pk sen | 14 aprile 2002    | 2 dicembre 2004   |
| 28                           | Si giocano i supplementari, nei quali nessuna delle due squadre riesce a prevalere. Il Giappone in inferiorità numerica si difende con caparbietà, e la partita si decide ai rigori. Ognuno dei rigoristi del Giappone, Mark, Philip, Tom, Julian e Holly ha un motivo particolare per segnare e portare la squadra alla vittoria. Napoleon batte il quinto rigore per la Francia, ma Ed, deciso a dimostrare il proprio valore a livello internazionale e nonostante una contusione alla mano destra rimediata poco prima, respinge di pugno. L'errore dal dischetto è decisivo perché gli avversari segnano tutti e il Giappone va in finale. Sugli spalti c'è anche Roberto, che incontra l'allenatore dell'Argentina e suo avversario da giocatore Barbas, dal quale apprende con un certo stupore il desiderio di portare Holly in Argentina. |                   |                   |
| 29                           | Un portiere insuperabile 「決戦！ニッポンVSドイツ」 - kessen! nippon vs doitsu | 21 aprile 2002    | 7 dicembre 2004   |
| 29                           | Benji dà ai suoi compagni informazioni sui giocatori tedeschi, e sarà lui a giocare la finale al posto di Ed. Anche la Germania cambia il portiere e fa giocare il gigantesco Dieter Müller. La Germania decide di lasciare giocare il Giappone e attaccare successivamente quando gli avversari sono più stanchi. Il portiere tedesco riesce a bloccare tutti i tiri degli specialisti del Giappone, incluso un potente tiro ad effetto combinato di Holly e Mark. Dall'altra parte Schneider approfitta di due giocatori che coprono la visuale a Benji per sorprenderlo e portare in vantaggio la propria squadra. |                   |                   |
| 30                           | Un messaggio da Roberto 「ロベルトからの伝言」 - roberuto karano dengon | 28 aprile 2002    | 9 dicembre 2004   |
| 30                           | Il signor Parson riferisce a Holly un messaggio di Roberto, che sta seguendo la partita in tribuna: ricordare la pagina 52 dei suoi appunti. Mark e Danny colpiscono insieme un pallone in rovesciata. Il pallone cambia direzione all'ultimo e Tom ci si avventa per colpirlo di testa. Müller sembra riuscire a bloccare il pallone, ma Holly dà nuova propulsione al tuffo di Tom spingendolo a mo' di catapulta e vincendo la resistenza del portiere. Il gioco della Germania sale di livello, soprattutto grazie a Hermann Kaltz, forte centrocampista del Grunwald, che prima ispira azioni pericolose e poi quasi beffa Benji con un pallonetto. Il portiere giapponese però neutralizza tutti i tentativi. Holly ricorda il contenuto della pagina 52: il calcio è divertimento. Sulle ali dell'entusiasmo Holly inizia a scartare gli avversari e serve Tom che non riesce a spiazzare il portiere. Holly è indolenzito da un constrasto con Schneider e sull'uscita del portiere rovescia all'indietro sull'accorrente Mark. L'attaccante scarica un tiro della tigre che piega la mano di Müller e gonfia la rete tedesca. |                   |                   |
| 31                           | Brilla squadra! 「輝け！日本代表」 - kagayake! nihondaihyō | 5 maggio 2002     | 14 dicembre 2004  |
| 31                           | La Germania si riversa in attacco. Schuster, Margath e Kaltz costruiscono una bella azione, che Schneider, pur ripetutamente contrastato da Holly, conclude con un sinistro vincente sotto la traversa, lasciando di stucco Benji, che si aspettava un tiro di destro. Holly ricade malamente dopo un contrasto aereo e non riesce a rialzarsi. Un insidioso tiro ad effetto di Schneider sembra vincente, ma Benji riesce a parare saltando sul palo e appoggiandosi alla traversa. Benji rilancia l'azione, Tom serve al centro, Mark lascia passare il pallone e Holly, ripresosi, tenta un pallonetto effettato, ma la palla prende in pieno la traversa. Holly non si arrende, e colpisce in rovesciata, come aveva imparato da Roberto anni prima. Il pallone stavolta ha un effetto a salire e Müller non può nulla. L'arbitro fischia la fine, il Giappone batte la Germania 3-2 ed è campione del mondo! I due capitani si scambiano la fascia e le squadre si complimentano reciprocamente. Negli spogliatoi Schneider si abbandona alla disperazione, ma l'affetto e la comprensione della famiglia, che ha attraversato qualche vicissitudine, lo consolano. Roberto corre a congratularsi con Holly e finalmente lo invita a giocare in Brasile con lui: è ciò che il ragazzo desiderava da sempre e Holly accetta commosso.                                 |                   |                   |
| Road to victory (21 episodi) | |                   |                   |
| 32                           | Verso il nuovo campo 「新たなるピッチへ」 - arata naru picchi he | 12 maggio 2002    | 16 dicembre 2004  |
| 32                           | Nella partita di addio al Brancos, Holly ricorda i primi tempi in Brasile. Prima di partire, Holly saluta i ragazzi della New Team e riceve in regalo da Patty un paio di scarpini da calcio, così Holly ricambia donandole il suo pallone. Tom è tornato in Giappone e frequenta di nuovo la scuola della New Team. Julian continua a giocare e studia per diventare medico. Roberto accoglie Holly a San Paolo e lo porta ai provini per entrare nel Brancos. Il suo compagno di stanza è Pepe, un ragazzo povero che inizialmente prova antipatia per Holly, ai suoi occhi un ragazzo ricco con gli scarpini nuovi che non può fare a meno di confrontare con i propri, molto usurati. Durante il provino ognuno dei pretendenti cerca di mettersi in mostra, a scapito del gioco di squadra. Recuperato il pallone, Holly serve a Pepe un assist perfetto sul suo piede che il ragazzo realizza in rete. Pepe supera così la sua innata diffidenza, ed è entusiasta dell'incontro con Holly, specialmente dopo che entrambi vengono selezionati. |                   |                   |
| 33                           | Due fuoriclasse a confronto 「サッカーサイボーグ」 - sakkasaibogu | 19 maggio 2002    | 21 dicembre 2004  |
| 33                           | Holly gioca titolare nel Brancos. La squadra gioca in trasferta contro il Domingo di Carlos Santana, a detta di Roberto il giocatore più forte che Holly abbia mai incontrato. Santana è un giocatore assolutamente freddo, apparentemente senza emozioni, maniaco della preparazione atletica e concentrato solo sul pallone, che considera una parte del proprio corpo, e sulla vittoria finale. Holly porta in vantaggio il Brancos con una rovesciata. Santana risponde con un'azione personale in cui supera tutti gli avversari, incluso Holly, e segna anche lui in rovesciata. Holly prova a superare con un pallonetto Santana, come questi ha fatto con lui, ma Santana allontana il pallone. Tuttavia nel prosieguo dell'azione Holly raddoppia con un tiro a scendere dei suoi. Pur in svantaggio di un gol, Santana non mostra il minimo dubbio sulla sua superiorità ed è convinto di poter vincere la partita anche da solo. |                   |                   |
| 34                           | Il cyborg del calcio 「神の子・サンターナ」 - kaminoko. santana | 2 giugno 2002     | 23 dicembre 2004  |
| 34                           | Carlos è stato abbandonato da neonato in un campo da calcio, e adottato dal vecchio custode e sua moglie. Inizia a giocare da bambino e fa amicizia con Leo, che oggi gioca con lui nel Domingo. Dopo la perdita dei nonni e dopo aver saputo che non erano i suoi veri nonni, Carlos è solo, e viene adottato dal presidente della locale squadra di calcio. Questi è deciso a farne un "cyborg del calcio" e lo tiene in stato di semi schiavitù, lo costringe ad allenamenti massacranti e soffoca ogni sua emozione. Carlos cresce avendo come unico obiettivo il calcio, e sviluppando un risentimento nei confronti degli uomini, di Dio, e di un destino che sembra accanirsi su di lui. Nel secondo tempo, dopo un altro gol di Holly, Santana prima segna con un pallonetto effettato e poi pareggia, senza abbandonare il suo atteggiamento di profondo distacco. Holly prova a fargli capire che il calcio è divertimento, ma Carlos risponde colpendolo col pallone e strappandogli i braccialetti portafortuna: nel calcio è lui il più forte, non accetta lezioni, e non c'è spazio per alcun sentimento. |                   |                   |
| 35                           | La stella di Santana 「ロザリオの輝き」 - rozario no kagayaki | 9 giugno 2002     | 28 dicembre 2004  |
| 35                           | Leo ricorda la vittoria del mondiale giovanile con il Brasile. Carlos rifiuta il cognome del padre padrone adottivo e lo abbandona: se il suo destino è nel calcio, non ha più bisogno di nessuno, e vuole prendere le proprie decisioni da solo. Santana porta in vantaggio il Domingo colpendo in rovesciata dopo una ribattuta della traversa, come farebbero Holly e Roberto. Santana, che riconosce il valore dell'avversario, affronta direttamente Holly, che però gioca con la squadra e aiuta i compagni a pervenire al pareggio. Allo scadere Holly segna al termine di un'azione corale e nonostante i ripetuti tentativi di bloccarlo di Carlos. Il Brancos batte il Domingo. Leo, che conosce bene Carlos e quello che ha passato, prova a convincerlo a giocare di più con gli altri. Carlos risponde che per battere il Brancos in futuro avrà bisogno dell'aiuto di Leo. Nell'ultima partita del campionato, che ha fatto da cornice ai ricordi del periodo brasiliano di Holly, il Brancos affronta proprio il Domingo. Carlos nel tempo ha riacquistato la fede e gioca con un altro spirito. Quando entra in campo a dieci minuti dalla fine, è un giocatore molto diverso da quello che Holly aveva incontrato la prima volta. |                   |                   |
| 36                           | Un nuovo mondo di sogni/La nuova terra dei sogni 「夢に見た新天地」 - yume ni mita shintenchi | 16 giugno 2002    | 30 dicembre 2004  |
| 36                           | Dopo aver vinto l'ultima partita, Holly si reca in Europa per conoscere il calcio europeo e valutare le offerte che ha ricevuto. Da Patty apprende che Mark ha appena firmato un contratto con una squadra italiana, anche grazie all'aiuto della signora Daisy, diventata la sua procuratrice. A Barcellona, Holly per prima cosa visita il Camp Nou, lo stadio del Catalogna (alias per FC Barcelona). È lo stadio che aveva sognato e Holly decide all'istante che è lì che giocherà. Incontra un simpatico bambino, Pinto, che lo porta all'allenamento della squadra primavera. Ci sono anche tre difensori della prima squadra, che stanno recuperando dai loro infortuni, e fanno valere la loro superiorità sui compagni più giovani anche giocando duro. Holly decide di misurarsi con loro e nonostante la loro maggiore esperienza e fisicità, riesce a superarli e a segnare un gol: è il primo in Spagna, e ne verranno molti altri. |                   |                   |
| 37                           | Una vetrina importante 「日向、未来への挑戦」 - hyūga, mirai heno chōsen | 23 giugno 2002    | 23 agosto 2010    |
| 37                           | Mentre Holly firma per il Catalogna, Mark, diventato popolare nel suo Paese, parte per l'Italia. È riuscito a trovare una sistemazione stabile alla sua famiglia, e adesso è pronto a inseguire i suoi obiettivi personali. Giunto a Torino, Mark è stupito, ma non intimidito, dallo stadio e dalla bacheca di una squadra prestigiosa come il Piemonte (alias della Juventus). Scende subito in campo in allenamento e il primo impatto non è semplice. Il difensore olandese Wilhelm lo provoca e dimostra di avere più forza e corsa. Dopo l'ennesima provocazione si scatena una rissa che i media rilanciano immediatamente sui giornali. Mark si fa così conoscere per il suo temperamento e viene messo fuori squadra. Le federazioni giapponese e olandese stanno programmando un'amichevole tra le rispettive nazionali: sarà una vetrina soprattutto per i giovani. |                   |                   |
| 38                           | L'età d'oro della speranza 「希望のゴールデンエイジ」 - kibō no goruden'eiji | 30 giugno 2002    | 4 gennaio 2005    |
| 38                           | Parson vuole convocare la stessa squadra che aveva vinto il mondiale giovanile, e trova una sponda nell'allenatore della nazionale. Ci sono però le resistenze di alcuni membri della federazione, che non vogliono rischiare una brutta figura con una squadra di soli giovani, anche considerando che il Giappone ospiterà la prossima Coppa del Mondo. Inoltre gli olandesi non hanno intenzione di schierare i titolari della nazionale maggiore contro una squadra di esordienti. L'allenatore dell'Olanda sblocca la situazione riconoscendo il valore dei giovani giapponesi e decide di far giocare i titolari. |                   |                   |
| 39                           | Rob Denton è qui 「葵新伍登場！」 - aoi shin go tōjō! | 7 luglio 2002     | 6 gennaio 2005    |
| 39                           | Parson introduce in squadra un giocatore che nessuno conosce, Rob Denton Aoi. Rob ha un carattere ottimista e scanzonato e gioca in Italia, nel Lombardia (alias dell'Inter). In passato ha giocato contro la New Team e deluso dalla sconfitta stava per lasciare il calcio. A 15 anni è partito da solo per l'Italia, e lì è stato truffato da un uomo che gli ha fatto credere di poter fare un provino con il Lombardia. Per un po' si è guadagnato da vivere facendo il lustrascarpe ed esibendo la sua tecnica col pallone per strada. Poi per caso ha avuto una possibilità di giocare nelle giovanili del Lombardia, e l'ha sfruttata. Il suo esempio ispira Ed a rimanere in ritiro, pur sapendo che il portiere titolare sarà Benji. Rob nutre da sempre una forte ammirazione per Holly, e questi, che si ricorda di quando Rob era venuto a salutarlo prima di partire per il Brasile, riconosce che il ragazzo è migliorato molto e merita la Nazionale. |                   |                   |
| 40                           | La nuova nazionale giapponese 「新生・日本代表」 - shinsei. nihondaihyō | 14 luglio 2002    | 11 gennaio 2005   |
| 40                           | Comincia Giappone - Olanda. La difesa dell'Olanda, guidata dai possenti Gustav e Wilhelm, fa buona guardia e riparte attaccando con tutti i giocatori, fedele alla filosofia del calcio totale. L'Olanda segna il primo gol e schiaccia gli avversari nella loro metà campo. Con Holly costretto a ripiegare, il Giappone non può impostare le proprie azioni e nelle poche volte in cui attacca non crea veri pericoli alla porta olandese. |                   |                   |
| 41                           | Abbattete il muro olandese 「崩せ！オランダの壁」 - kuzuse! oranda no kabe | 21 luglio 2002    | 13 gennaio 2005   |
| 41                           | Nel secondo tempo Julian entra come difensore: l'idea è di mettere in fuorigioco gli avversari e far avanzare il centrocampo. La mossa riesce e il gioco del Giappone diventa più propositivo. L'ingresso in campo di Rob cambia definitivamente volto alla partita. Rob si butta coraggiosamente su tutti i palloni, è veloce, agile, ha un ottimo controllo di palla e fa correre gli avversari. Contro di lui Wilhelm fa valere lo strapotere fisico, ma Rob riesce in un'occasione a rubargli palla e poi a smorzare col viso un potente tiro che Benji può bloccare. Nell'ultima azione della partita Holly riesce a superare Wilhelm, poi con un passaggio ad effetto mette fuori causa anche Gustav. Mark si avventa sulla palla e serve l'accorrente Rob che segna il gol del pareggio. Il risultato in sé è sorprendente, ma la Coppa del Mondo sarà ben più impegnativa e i ragazzi dovranno allenarsi ancora molto. |                   |                   |
| 42                           | Ritorno al mondo 「世界へのリスタート」 - sekai heno risutato | 28 luglio 2002    | 18 gennaio 2005   |
| 42                           | Consci che l'Olanda ha dominato la partita soprattutto sul piano fisico e atletico, i ragazzi si ripromettono di allenarsi meglio. Holly si reca alle Hawaii per potenziare i muscoli con il Professor Adler, medico sportivo di fama internazionale. Mark, Ed e Danny vanno a farsi allenare da Jeff Turner. Mark deve lasciar andare il senso di inferiorità provato al cospetto di Wilhelm, e impara a liberare la mente e concentrare le energie, anche mentali, su se stesso. Benji riceve un'offerta per giocare con la squadra di Schneider, una delle favorite della Bundesliga, ma preferisce rimanere al Grunwald, che lo ha fatto crescere. Holly ha fatto notevoli miglioramenti sul piano fisico e si sente pronto per giocare in Spagna. |                   |                   |
| 43                           | L'aquila del Catalogna 「カタルーニャの鷹」 - katarunya no taka | 4 agosto 2002     | 20 gennaio 2005   |
| 43                           | Nel primo allenamento precampionato, Holly conosce l'asso della squadra, Rivaul, l'aquila del Catalogna. I due si ritrovano in campo due ore prima dell'inizio ufficiale degli allenamenti. All'arrivo del resto della squadra e dei giornalisti, Holly è accasciato a terra, e deve essere portato via: agli occhi degli astanti sembra un esordio disastroso. Più tardi si scopre che Holly ha ricevuto una gomitata da Rivaul, non si sa quanto fortuita: forse il giovane stava dando del filo da torcere al più affermato campione. Nel centro sportivo del Piemonte le analisi evidenziano che Mark ha una muscolatura sbilanciata, con il lato destro molto più sviluppato del sinistro. Il preparatore si esprime con disprezzo nei confronti di Mark e del calcio giapponese, suscitando l'immediata reazione del giocatore. L'allenatore del Piemonte, che ha fortemente voluto Mark, ribadisce la fiducia nelle sue capacità. |                   |                   |
| 44                           | La prima di campionato 「開幕に向かって走れ！」 - kaimaku ni muka tte hashire! | 11 agosto 2002    | 25 gennaio 2005   |
| 44                           | Nella prima partitella di allenamento, Holly gioca con le riserve come trequartista. Al primo contrasto Rivaul ha la meglio, poi supera anche il roccioso difensore Gonzalez con una sua tipica finta di corpo e segna un gol. Holly vuole affrontare direttamente Rivaul. Sul primo contrasto, Holly mantiene il pallone poi cerca di superare Rivaul con la stessa finta che ha appena osservato. Inizialmente sembra prevalere, ma Rivaul reagisce e bloccando Holly in volo si impadronisce del pallone. Holly vuole diventare il più forte giocatore del mondo, e Rivaul gli risponde che giocando accanto a lui lo diventerà sicuramente. Nel frattempo, nella prima giornata del campionato tedesco il Grunwald di Benji batte 1-0 in trasferta il quotato Roland di Schuster, Margath e Victorino. |                   |                   |
| 45                           | Una maglia da titolare 「非情の宣告」 - hijō no senkoku | 18 agosto 2002    | 27 gennaio 2005   |
| 45                           | Holly viene promosso e in allenamento gioca con i titolari, non come trequartista, ma sulla fascia destra. Poi viene provato come libero davanti alla difesa. In ogni ruolo Holly gioca egregiamente e si diverte in mezzo a tanti campioni. L'allenatore del Catalogna chiede a Holly dove vorrebbe giocare. In vita sua, Holly ha giocato in attacco, in difesa e a centrocampo, ma il ruolo che sente più suo è dietro alle punte: Holly ha capito che tipo di giocatore vuole essere e in quale zona del campo riesce a dare il meglio di sé. L'allenatore lo accontenta, ma per farlo crescere ulteriormente, Holly giocherà con la squadra B. Mark cerca di ambientarsi nel Piemonte. Anche i suoi compagni sono giocatori affermati di diverse nazionalità. Nonostante un po' di nervosismo, Mark mostra comunque di avere doti da prima punta. L'infortunio di Panelli, il bomber della squadra, può significare l'esordio di Mark in campionato. |                   |                   |
| 46                           | Un brusco risveglio 「希望の橋を渡れ！」 - kibō no hashi wo watare! | 25 agosto 2002    | 8 febbraio 2005   |
| 46                           | La decisione di relegare Holly nella seconda squadra, che milita in seconda divisione, delude sia Holly che i suoi amici e i giornalisti che lo seguono. Mark invita Holly a giocare in Italia, nel campionato più difficile del mondo. Holly però non vuole lasciare Barcellona ed è intenzionato a conquistarsi la fiducia dell'allenatore: dovrà fare dieci gol e dieci assist nel corso della stagione. |                   |                   |
| 47                           | Il debutto in Italia di Lenders 「日向、イタリアデビュー」 - hyūga, itariadebyu | 1º settembre 2002 | 10 febbraio 2005  |
| 47                           | Holly nel Catalogna B mostra tutta la sua bravura, dispensa preziosi consigli ai compagni e diventa il leader della squadra. Mark riesce a conquistarsi il posto in prima squadra e scende in campo nella prima partita di campionato contro l'Emilia. L'emozione è tanta, ma anche la voglia di fare bene. La difesa avversaria lo marca molto stretto, ma alla prima occasione serve il compagno Morana che segna. L'arbitro però annulla per fuorigioco. Il giocatore più talentuoso del Piemonte è il capitano e numero 10 Gustave, e Mark prova a immaginare dove gli passerebbe il pallone un numero 10 che conosce bene, ovvero Holly. Mark scatta nello spazio, riceve il pallone da Gustave, salta il difensore che prova a rinvenire su di lui e scocca un gran destro. |                   |                   |
| 48                           | Attaccante in lacrime 「涙のストライカー」 - namida no sutoraika | 8 settembre 2002  | 15 febbraio 2005  |
| 48                           | Il tiro di Mark finisce sul palo ed esce. Mark non ha colpito bene il pallone perché sbilanciato in aria. Il difensore dell'Emilia Jerome ha ormai preso le misure a Mark e lo anticipa sistematicamente, approfittando del fatto che il lato sinistro di Mark è più debole fisicamente. Mark è abbattuto perché si rende conto di non essere ancora pronto, e accetta la sostituzione. Il Piemonte vince la partita. Il giorno dopo Mark va a Barcellona a vedere la partita di debutto di Holly con il Catalogna B. Holly, che indossa la fascia di capitano, segna dopo 7 secondi con un pallonetto effettato da centrocampo e raddoppia poco dopo: tutta la squadra gioca molto bene. |                   |                   |
| 49                           | Dieci goal, dieci assist 「狙え！10ゴール10アシスト」 - nerae! 10 goru 10 ashisuto | 15 settembre 2002 | 17 febbraio 2005  |
| 49                           | Il Catalogna B dilaga 10-0, Holly mostra tutti i suoi numeri e chiude con 6 gol e 4 assist. Anche Mark è impressionato dalla prestazione da trascinatore di Holly. Benji si congratula dalla Germania. Dai tifosi ai compagni di squadra, tutti sono convinti che Holly giocherà presto in prima squadra. |                   |                   |
| 50                           | Benji contro Schneider 「宿敵との闘い」 - shukuteki tono tatakai | 22 settembre 2002 | 22 febbraio 2005  |
| 50                           | In Germania il Grunwald gioca contro il Rotburg, la squadra di Schneider, prima in classifica. Il primo gol lo segna Kaltz, del Grunwald, direttamente su rilancio di Benji. Il portiere del Grunwald neutralizza tutti i tentativi della squadra avversaria. Nel secondo tempo, il Rotburg gioca più corto e fa girare molto di più la palla, disorientando la difesa. Il gol è nell'aria e infatti Schneider pareggia. Il Grunwald decide di chiudersi ancora di più, rinunciando ad attaccare. Spazientito dalle critiche di Schneider verso un gioco difensivista, Kaltz gli molla un calcio e viene espulso. Benji, Schneider e Kaltz erano molto amici, ma le ruggini nate quando Schneider ha cambiato squadra sono ancora presenti. Benji sale a battere una punizione, ma il suo tiro viene respinto. Schneider ne approfitta e con un tiro da lontano batte Benji che non riesce a rientrare in tempo. Benji e Kaltz sono stati troppo irruenti, e hanno perso anche per questo, ma hanno giocato sempre per vincere. |                   |                   |
| 51                           | Un sogno che si realizza 「憧れのピッチ」 - akogare no picchi | 29 settembre 2002 | 24 febbraio 2005  |
| 51                           | Holly raggiunge il traguardo dei 10 gol e 10 assist. In un altro ruolo avrebbe potuto giocare in prima squadra da subito, ma come trequartista sarebbe stato destinato alla panchina. Così il suo allenatore ha lasciato giocare Holly nel suo ruolo per farlo crescere. Ora viene promosso in prima squadra. Nel frattempo Carlos Santana si trasferisce nel San Jose, rivale storica del Catalogna. Nonostante la presenza del brasiliano Rivaul, Santana considera Holly il suo rivale principale. Nella partita tra Catalogna e San Jose, Holly parte dalla panchina. Rivaul e Santana segnano un gol ciascuno, poi dopo uno scontro tra i due, il primo ha la peggio e deve lasciare il campo. È il momento di Holly. |                   |                   |
| 52                           | Guerrieri in campo 「フィールドの戦士たち」 - firudo no senshi tachi | 6 ottobre 2002    | 1º marzo 2005     |
| 52                           | La partita si infiamma. Il San Jose si porta in vantaggio. Holly pareggia qualche minuto dopo, dimostrando di poter competere ai massimi livelli. In Italia, Mark ha lavorato molto per migliorare la propria forma, ora è in grado di resistere meglio ai contatti duri mantenendo il possesso di palla. Entrato a cinque minuti dalla fine in una partita di campionato, Mark segna il gol della vittoria. In Germania, nell'ultima partita di campionato tornano ad affrontarsi Rotburg e Grunwald, con Benji deciso a vincere più che mai. Tempo dopo comincia in Giappone il mondiale di calcio. In nazionale ci sono tutti: Benji, Philip, Julian, Rob, Tom, Mark e Holly. Nella partita inaugurale dovranno affrontare il Brasile di Santana, Rivaul, Pepe e allenato da Roberto. I ragazzi giapponesi, maturati dopo tante sfide, inseguono il sogno di vincere insieme la Coppa del Mondo. |                   |                   |

## Pubblicazione
Giappone
| Volume | Episodi | Data di pubblicazione |
| ------ | ------- | --------------------- |
| 1      | 1-3     | 20 febbraio 2002      |
| 2      | 4-6     | 20 marzo 2002         |
| 3      | 7-9     | 24 aprile 2002        |
| 4      | 10-12   | 22 maggio 2002        |
| 5      | 13-15   | 19 giugno 2002        |
| 6      | 16-19   | 24 luglio 2002        |

| Volume | Episodi | Data di pubblicazione |
| ------ | ------- | --------------------- |
| 1      | 20-21   | 21 agosto 2002        |
| 2      | 22-23   | 19 settembre 2002     |
| 3      | 24-25   | 17 ottobre 2002       |
| 4      | 26-27   | 20 novembre 2002      |
| 5      | 28-29   | 18 novembre 2002      |
| 6      | 30-31   | 22 gennaio 2003       |

| Volume | Episodi | Data di pubblicazione |
| ------ | ------- | --------------------- |
| 1      | 32-33   | 19 febbraio 2003      |
| 2      | 34-35   | 19 marzo 2003         |
| 3      | 36-37   | 16 aprile 2003        |
| 4      | 38-39   | 21 maggio 2003        |
| 5      | 40-41   | 18 giugno 2003        |
| 6      | 42-43   | 16 luglio 2003        |
| 7      | 44-45   | 20 agosto 2003        |
| 8      | 46-47   | 18 settembre 2003     |
| 9      | 48-49   | 16 ottobre 2003       |
| 10     | 50-52   | 19 novembre 2003      |